# アスカニオ・チェレスティーニ

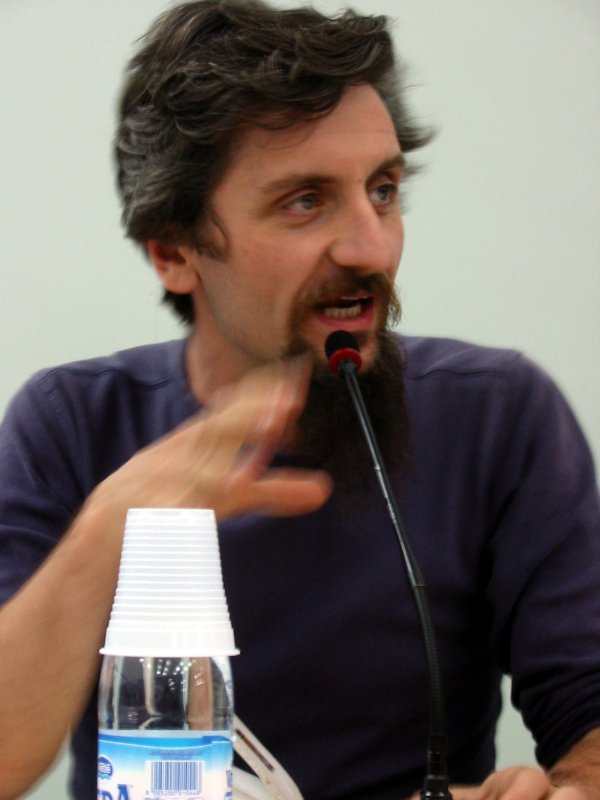
アスカニオ・チェレスティーニ

アスカニオ・チェレスティーニ（Ascanio Celestini, 1972年6月1日 - ）は、イタリア・ローマ生まれの作家、俳優、演劇監督。

## 人物・作品
俳優・監督として、演劇や映画の分野で活躍。とくに50年代から活発になった「語り芝居」(テアトロ・ディ・ナラツィオーネ)の第一人者として、民話、大道芸人の語り部などの口承伝統や、劇作家ダリオ・フォらのアイロニーや社会風刺の路線を受け継ぐ。
民話・寓話を書き直した『チェカフーモ』（2002年）、労働者家族の生活を題材とした書簡形式の『工場』（2003年）、第二次世界大戦時のドイツ軍支配下のローマでの大量虐殺を扱った『地下放送局』（2005年）、連合軍のローマ入城のエピソードを描いた『戦争の愚者』（2005年）、精神病院を取材した『黒い羊』（2006年）、コールセンターの非正規労働の状況をとりあげた『聖なる言葉』（2008年）などの作品が知られている。『黒い羊』は、自らの主演・監督で映画化し、数々の賞を受賞した。多くの戯曲は、単行本およびDVDの形式で発売されている
短編「違いの行列」「王は死んだ」は、アンソロジー「どこか、安心できる場所で　新しいイタリアの文学」（国書刊行会, 2019年10月刊）　に所収されている。